# 豚流行性下痢
豚流行性下痢（ぶたりゅうこうせいげり、porcine epidemic diarrhea：PED）とは豚流行性下痢ウイルス感染を原因とする豚および猪の感染症。家畜伝染病予防法において届出伝染病に指定されている。

## 原因
豚流行性下痢ウイルスはコロナウイルス科コロナウイルス属に属する。コロナウイルス科のウイルスはプラス一本鎖RNAをゲノムに持ち、120〜160nmのエンベロープを持つほぼ球形のビリオンを形成する。豚流行性下痢ウイルスは小腸の粘膜上皮細胞で増殖する。感染は糞便を介した経口感染が主であり、汚染器具を介した感染も起こる。
- コロナウイルス科 - en:Coronaviridae
  - アルファコロナウイルス属 - en:Alphaletovirus
    - ペダコウイルス亜属 (Pedacovirus)
      - ブタ流行性下痢ウイルス（英語版）

## 症状
食欲不振、元気消失、嘔吐、水様性下痢で、10日齢以下の哺乳豚では下痢に伴う脱水によりほぼ100%が死亡する。日齢が進むに連れて症状は軽くなるが母豚では食欲不振により泌乳減少・停止が起こり、哺乳豚の死亡の要因となる。病変は小腸に限局し、小腸壁の菲薄化、小腸絨毛の萎縮を示す。

## 診断
培養細胞での分離が困難であるがVero細胞で培養可能なウイルス株もある。その他免疫組織化学的染色による抗原検出、中和試験による抗体検出を行う。臨床現場においての確定診断はRT-PCRによる嘔吐物または糞便中のウイルス遺伝子の検出を行い、陽性だった場合に免疫染色による抗原検出にて確定診断とする。

## 予防
衛生管理による発生および拡大の防止が有効、常在地では生ワクチン接種を行う。

## 大規模な流行例
- 2013年10月に沖縄で発見されて以来、日本でも流行が続いている。2014年4月30日のまとめでは33県の83,325頭の感染が確認されており（日本の豚の総数は約970万頭）、畜産振興事業団の福島県の農場や宮崎県公営養豚場でも確認されるなど、流行は続いている。
- 2014年にはアメリカ合衆国内で流行し、一時はアメリカ国内における豚肉の供給量が最大4%減少することが見込まれた[2][3]。2013年7月から2014年4月までの間にPEDで死亡した米国内の豚は700万頭であるが、これは米国内にいる豚6300万頭の11%にあたる（最初の発見は2013年5月、オハイオ州）。